# Merník
Merník (in ungherese Merészpatak) è un comune della Slovacchia facente parte del distretto di Vranov nad Topľou, nella regione di Prešov.